# Finn E. Kydland
Finn Erling Kydland (Ålgård, Noruega 1943) és un economista i professor universitari noruec guardonat amb el Premi Nobel d'Economia l'any 2004.

## Biografia
Va néixer l'1 de desembre de 1943 a la població d'Ålgård, situada al comtat de Rogaland. Es va graduar a l'Escola Noruega d'Economia (NHH) l'any 1968 i va obtenir el doctorat en economia a la Universitat Carnegie Mellon de Pittsburgh (EUA) l'any 1973, amb una tesi sobre el Planejament Macroeconòmic Descentralitzat. Després del seu doctorat retornà al NHH com a professor associat d'economia i el 1978 retornà a Carnegie Mellon. Des de 2004 és professor a la Universitat de Califòrnia a Santa Barbara.

## Recerca econòmica
Interessat en la teoria econòmica i l'economia política, ha desenvolupat les seves àrees principals de recerca al voltant dels cicles econòmics, la política monetària i fiscal i l'economia laboral. El seu model de Cicles econòmics reals formulat amb Edward C. Prescott, a partir de les idees de John F. Muth va superar el model de Robert Lucas com a estàndard de la nova macroeconomia clàssica. Aquest model assumeix la presència d'agents racionals representatius amb expectatives racionals. Generalment el model es presenta en termes d'un sol individu que es comporta de forma òptima davant de decisions intertemporals, les accions dels quals es poden considerar representatives de tots els individus i, per tant, de l'economia en el seu conjunt. Una altra assumpció implícita és la neutralitat del diner (això és degut a les expectatives racionals).
L'any 2004 fou guardonat amb el Premi del Banc de Suècia de Ciències Econòmiques, juntament amb Edward C. Prescott, per les seves contribucions a la Macroeconomia dinàmica: la consistència en el temps de la política econòmica i les forces impulsores dels cicles econòmics.